# Tonton ipiau
Espèce
Tonton ipiau est une espèce d'araignées mygalomorphes de la famille des Microstigmatidae.

## Distribution
Cette espèce est endémique du Brésil. Elle se rencontre dans les États de Bahia et de Sergipe.

## Description
Le mâle holotype mesure 1,8 mm et la femelle paratype 2,22 mm.

## Étymologie
Son nom d'espèce lui a été donné en référence au lieu de sa découverte, Ipiaú.

## Publication originale
- Passanha, Cizauskas & Brescovit, 2019 : A new genus of Micromygalinae (Araneae, Microstigmatidae) from Brazil, with transfer of Masteria emboaba Pedroso, Baptista & Bertani, 2015 and description of six new species. ZooKeys, no 814, p. 1-32 (texte intégral).